# Trypanosoma
Trypanosoma è un genere di protozoi flagellati, dal corpo fusiforme, assottigliato, provvisto di nucleo e di blefaroplasti, dal quale parte un flagello che appoggiandosi al corpo forma una membrana ondulante; l'estremità anteriore è libera. Differenti specie infettano una varietà diversa di vertebrati, tra cui l'uomo, provocando malattie che prendono il nome di tripanosomiasi; i tripanosomi si trovano nel sangue e nel tubo digestivo. Alcune forme vivono anche allo stato libero in natura. Altri vertebrati interessati sono equini, uccelli, roditori, pesci, rettili e alcuni ruminanti
Il nome deriva dal Greco trypaô (perforare) e soma (corpo).
La maggior parte delle specie sono trasmesse ai vertebrati da artropodi vettori.
La trasmissione delle specie interessanti l'uomo avviene per mezzo di cimici triatomine nella tripanosomiasi americana e per mezzo di glossine (xerofile per il T. brucei rhodesiense, igrofile per il T. brucei gambiense) nella tripanosomiasi africana. L'infezione può essere contratta biologicamente da certi insetti vettori come cimici triatomine (tripanosomiasi americana) e glossine, chiamate comunemente mosche tse-tse (tripanosomiasi africana).

## Patologie correlate
Le specie responsabili della tripanosomiasi nell'Uomo sono:
- Trypanosoma brucei rhodesiense nella Tripanosomiasi africana umana. È responsabile di infezioni che spesso evolvono in modo acuto e possono portare a morte rapidamente.
- Trypanosoma brucei gambiense sempre nella Tripanosomiasi africana umana ma che provoca la cosiddetta malattia del sonno che presenta andamento cronico per anni.
- Trypanosoma cruzi responsabile della malattia di Chagas o Tripanosomiasi americana.

Specie infettanti altri vertebrati sono:
- T. avium, che causa la tripanosomiasi negli uccelli.
- T. boissoni, negli Elasmobranchii.
- T. carassii, nei pesci di acqua dolce della classe Attinopterigi.
- T. congolense, agente eziologico della nagana nei bovini, cavalli, and cammelli.
- Trypanosoma equinum, Voges 1901, cavalli infettati da mosche cavalline, Sud America.
- T. equiperdum, che provoca durina nei cavalli e in altre specie della famiglia Equidae.
- T. evansi, in alcuni animali causa di una malattia, la surra (una infezione all'Uomo è stata segnalata nel 2005 in India Collegamento in Inglese).
- T. gekkonis e T. lygodactyli, infettano varie specie di gechi (Gekko gecko, Lygodactylus sp., Hemidactylus sp.).
- Trypanosoma lewisi, nei ratti.
- Trypanosoma melophagium, in pecore infettate da Melophagus ovinus.
- Trypanosoma percae, nei pesci Perca fluviatilis
- Trypanosoma rangeli, ritenuta non patogena per l'uomo.
- T. rotatorium, negli anfibi.
- T. simiae, causa di nagana in alcuni animali.
- T. suis, che provoca differenti forme di surra.
- T. theileri, infettante i ruminanti.
- T. triglae, Attinopterigi.
- T. vivax, che causa nagana[1].